# VHV
A VHV (Grupo Segurador Unido de Hanôver)  é uma empresa financeira e financeira alemã multinacional com sede em Hanôver. Na Alemanha, a VHV mantém filiais maiores em Berlim, Munique e Hamburgo, além de sucursais em toda a Alemanha. A VHV é uma das 20 maiores companhias de seguros da Alemanha e opera na Alemanha e no exterior. O VHV é uma das cinco maiores seguradoras de automóveis na Alemanha. A VHV continua a ser uma seguradora especialista na indústria da construção civil. O VHV estava envolvido em grandes projetos como o Elbphilharmonie e o ichcz, ,           Reichstag. As principais empresas foram fundadas em 1875 e 1919. Desde 1973, a subsidiária VAV tem sede em Viena. Em 2003, o "Hannoversche" e o "VHV" finalmente se fundiram no "Grupo VHV". O VHV tem cerca de 3.100 funcionários.
Em 2006, a Wave Management AG foi adquirida.
Em 2007, a VHV montou uma joint venture na Arábia Saudita com o National Commercial Bank e a FWU para oferecer, em particular, apólices de seguro de vida em conformidade com a sharia. Em 2008, o Grupo VHV entrou no mercado segurador francês.
Em 2011, a sede da Wave Management AG foi transferida de Hamburgo para Hanover.
Desde 2012, a VHV vem cooperando com a companhia de seguros italiana ITAS.
Em dezembro de 2014, o VHV estabeleceu uma base para promover projetos nas áreas de educação, integração, cultura e ciência. Em 2017, a Hannoversche Direktversicherung foi fundida com a VHV Allgemeine, com efeitos retroativos a partir de 1 de janeiro. No mesmo ano, o maior projeto de digitalização da história da empresa foi iniciado. Pela primeira vez, mais de 3 bilhões de contribuições foram feitas no ano financeiro de 2017. O Presidente do Conselho de Administração foi o Uwe Reuter desde 2003. Em 2015 e 2017, VHV foi uma das marcas de seguros alemãs mais populares.
As subsidiárias incluem:
- WAVE Management AG, Hanover
- VHV Reasürans AŞ, Istambul
- VHV Allgemeine, Hanover
- Hannoversche Lebenversicherung AG
- VAV Versicherung AG, Viena
- VHV solutions GmbH, Hanover

## Participações Significativas
O VHV está envolvido como acionista, com 34,02% na proteção legal da NRV.

## Principais figuras da VHV
| ano                            | 2010    | 2011    | 2012    | 2013    | 2014    | 2015    | 2016    | 2017    | 2018    |
| ------------------------------ | ------- | ------- | ------- | ------- | ------- | ------- | ------- | ------- | ------- |
| O lucro líquido (Mio. Euro)    | 35,7    | 108,9   | 72,7    | 52,6    | 103,8   | 140,1   | 127,8   | 156,1   | 233,3   |
| Contribuição digna (Mio. Euro) | 2.330,4 | 2.377,7 | 2.460,5 | 2.624,5 | 2.687,3 | 2.720,9 | 2.871,9 | 3.041,9 | 3.151,2 |
| equidade (Mio. Euro)           | 650,8   | 764,8   | 838,5   | 889,8   | 993,9   | 1.140,6 | 1.265,9 | 1.415,4 | 1.645,1 |
| Número de contratos (Mio.)     | 8,5     | 8,2     | 8,4     | 9,0     | 9,1     | 9,5     | 10,1    | 10,5    | 10,9    |